# Vétiver
Pour les articles homonymes, voir Vetiver (groupe).
Taxons concernés
Dans le genre Chrysopogon les espèces :
- Chrysopogon zizanioides
- Chrysopogon nemoralis
- Chrysopogon nigritanus, etc.modifier

Vétiver (également écrit autrefois vétyver) est un nom vernaculaire ambigu désignant en français des plantes de la famille des Poaceae (Graminées).

## Description

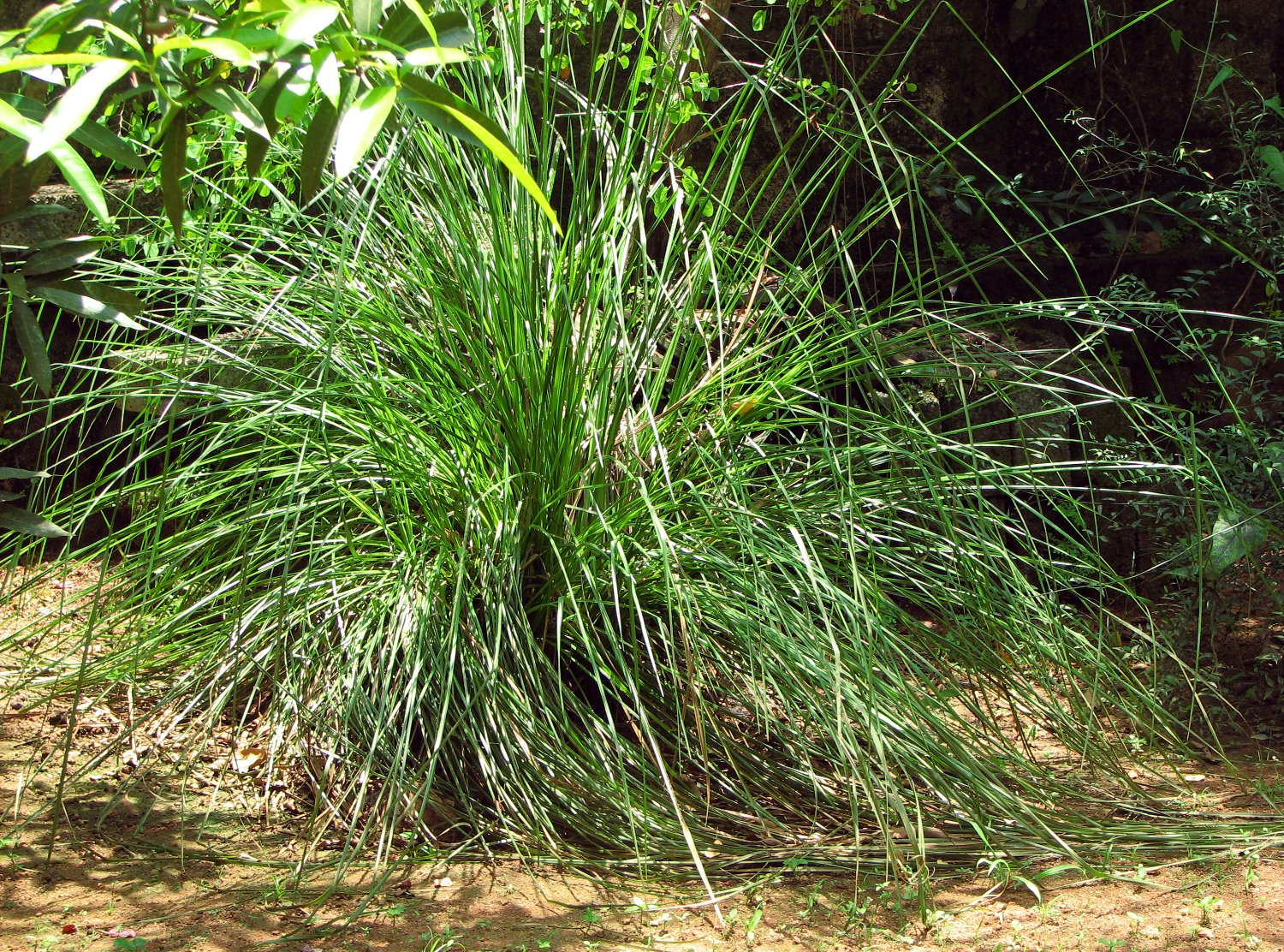
Photo de l'espèce Chrysopogon zizanioides.

Il s'agit de plusieurs espèces du genre Chrysopogon (et anciennement placées dans le genre Vetiveria). Seule une douzaine d'espèces poussant dans les zones tropicales est connue. La plus connue est Chrysopogon zizanioides qui pousse surtout sur le sous-continent indien. Deux autres espèces sont fréquemment cultivées : Chrysopogon nigritanus (Afrique australe) et Chrysopogon nemoralis (Asie du Sud-Est).
La plante se présente sous forme de grandes touffes vertes, dont la racine, se développant verticalement, peut atteindre des profondeurs allant jusqu'à trois mètres. C'est surtout cette racine que les Européens connaissent.
Le mot vétiver, apparu dans la langue française au début du XIXe siècle, est emprunté au tamoul vettiveru, sans doute par l'intermédiaire de l'anglais. Il est appelé khus khus dans plusieurs régions de l'Inde et xiang gen cao en chinois.

## Principales espèces en français
- Vétiver - Chrysopogon zizanioides (L.) Roberty (syn. Vetiveria zizanioides (L) Nash)
- Vétiver - Chrysopogon nemoralis (Balansa) Holttum (syn. Vetiveria nemoralis (Balansa) A.Camus)
- Vétiver - Chrysopogon nigritanus (Benth.) Veldkamp (syn. Vetiveria nigritana (Benth.) Stapf)

## Usage

### Parfumerie

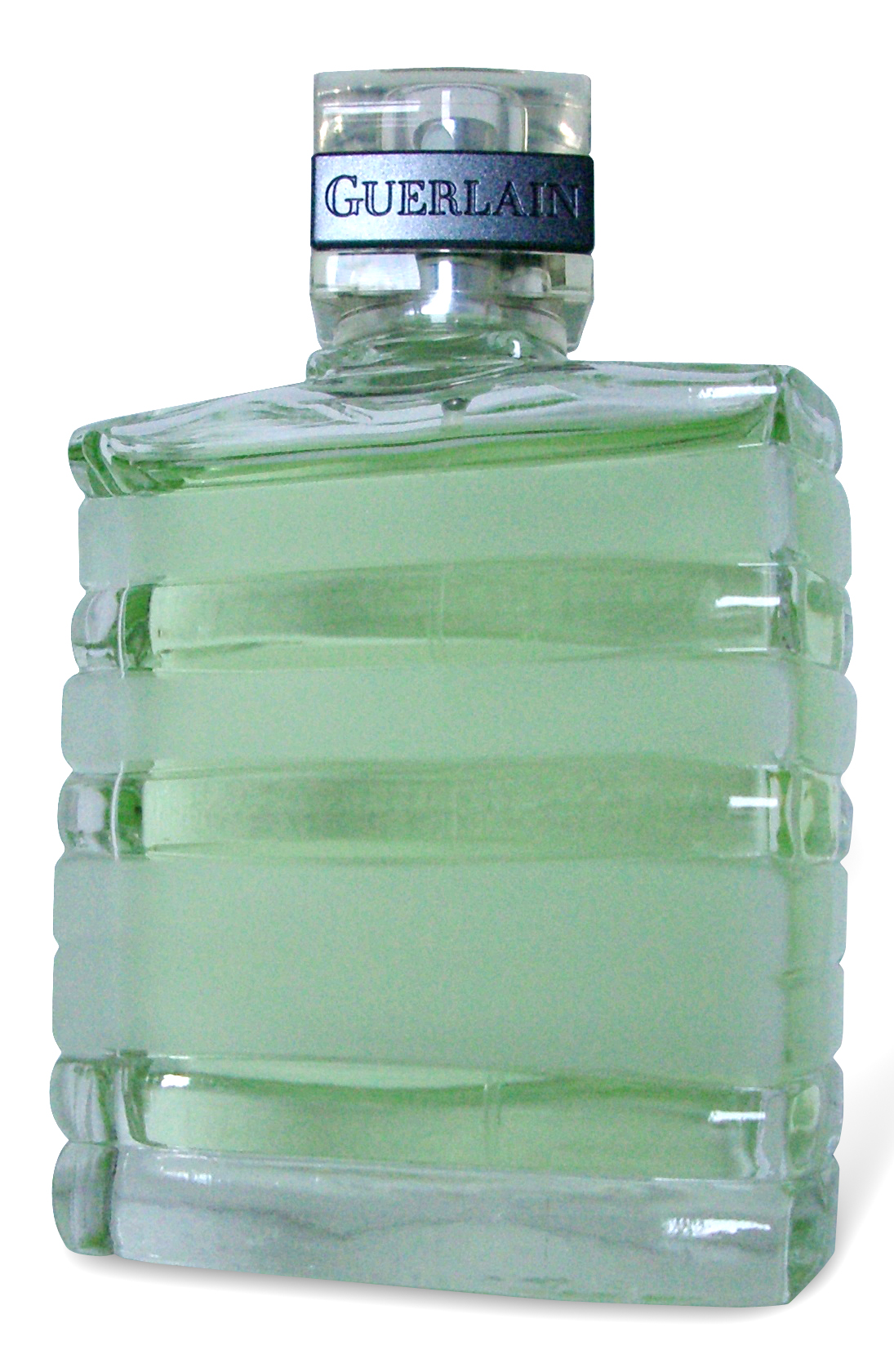
Vétiver de Guerlain.

Après distillation, la racine de vétiver fournit une essence résineuse très épaisse utilisée en parfumerie. L'essence de vétiver appartient à la famille olfactive des « boisés ». C'est une essence à la saveur fine et complexe : boisée, aromatique, verte, terreuse, quelquefois légèrement fumée. Le vétiver est principalement utilisé dans les parfums masculins, plus rarement dans les parfums féminins. Le parfumeur Guerlain crée en 1959 un parfum pour hommes nommé Vétiver, ainsi que Carven qui commercialise alors son parfum homonyme en deux versions homme et femme. Plus récemment, Dominique Ropion crée « Vétiver extraordinaire » pour les Éditions de parfum Frédéric Malle, en exploitant un procédé d'extraction (fractionnement par distillation moléculaire) qui limite les notes de tête et permet d'utiliser l'essence à des concentrations élevées.
En parfumerie, on utilise trois variétés différentes de racines de vétiver : le vétiver Bourbon (un des plus appréciés), le vétiver Haïti et le vétiver de Java (à l'odeur légèrement plus fumée).

### Autres usages
Mais le vétiver a d'autres usages. Les agriculteurs du sud de l'Inde et du Nigeria le plantent pour délimiter leurs parcelles, et on s'est aperçu depuis quelques années que cette pratique était en fait très utile pour empêcher l'érosion des sols. Les haies de vétiver permettent également aux sols de conserver leur humidité, stabilisent les digues, réhabilitent les terrains vagues, et peuvent même empêcher la pollution des ressources naturelles. Très peu cher, résistant à la plupart des maladies, le vétiver peut être planté y compris dans les terrains peu humides, contrairement à ce que l'on croyait auparavant. C'est pourquoi un réseau, le système Vétiver, a été créé en 1989 pour informer et aider les agriculteurs et les gouvernements d'Afrique, d'Asie et d'Amérique latine, ainsi que les ONG, afin de développer la plantation de haies de vétiver.
Le vétiver permet aussi d'obtenir à peu de frais du chaume et de la paille, et peut aussi servir d'aliment pour le bétail. Ses racines ont en outre des propriétés médicinales, notamment dans le traitement de certaines affections de la peau.
Comme elles contiennent des insecticides naturels (les terpènes), de petits fagots faits avec ces racines peuvent être utilisés pour combattre les mites.
Les racines de vétiver sont nommées khamaré, et en Afrique elles sont très utilisées en infusion : on leur prête de nombreuses propriétés, en particulier pour apaiser les douleurs féminines et réduire les odeurs corporelles.

## Pollution
Certains vétivers sont tolérants au plomb, probablement grâce à des phytochélatines.